# 青新园蛛
青新园蛛（学名：Neoscona scylla）又名野姬鬼蛛，为园蛛科新园蛛属的动物。分布于日本以及中国大陆的四川、湖北、湖南、山西、陕西、江苏、上海、浙江、贵州、云南、福建、江西等地，常生活于灌木丛、草丛、果园以及农田。该物种的模式产地在日本。